# USS Harlan R. Dickson (DD-708)
USS Harlan R. Dickson (DD-708) là một tàu khu trục lớp Allen M. Sumner được Hải quân Hoa Kỳ chế tạo trong Chiến tranh Thế giới thứ hai. Nó là chiếc tàu chiến duy nhất của Hải quân Mỹ được đặt theo tên Thiếu tá Hải quân Harlan Rockey Dickson (1914-1944), phi công trên tàu sân bay Yorktown từng tham gia trận chiến biển Coral và trận Midway, hai lần được tặng thưởng Huân chương Chữ thập Hải quân, nhưng tử nạn trong một phi vụ huấn luyện. Nó đã hoạt động trong Chiến tranh Lạnh và như một tàu huấn luyện cho đến khi xuất biên chế năm 1972 và bán để tháo dỡ năm 1973.

## Thiết kế và chế tạo
Harlan R. Dickson được đặt lườn tại xưởng tàu của hãng Federal Shipbuilding and Drydock Company ở Kearny, New Jersey vào ngày 23 tháng 5 năm 1943. Nó được hạ thủy vào ngày 17 tháng 12 năm 1944; được đỡ đầu bởi bà Mildred Mae Studler, mẹ Thiếu tá Dickson, và nhập biên chế tại New York vào ngày 17 tháng 2 năm 1945 dưới quyền chỉ huy của Trung tá Hải quân Paul G. Osier.

## Lịch sử hoạt động

### 1945 – 1960
Sau khi hoàn tất chạy thử máy tại vùng biển Caribe, Harlan R. Dickson khởi hành từ New York vào ngày 5 tháng 8 năm 1945, nhưng với việc Nhật Bản đầu hàng vào ngày 15 tháng 8 kết thúc cuộc chiến tranh, nó được lệnh quay trở lại Solomons, Maryland để hoạt động thử nghiệm thủy lôi. Cuối cùng nó cũng gia nhập hải đội tại Trân Châu Cảng vào ngày 12 tháng 12, và ở lại khu vực Thái Bình Dương để huấn luyện chiến thuật cho đến tháng 3 năm 1946. Quay trở lại vùng bờ Đông, nó tiếp tục tham gia các đợt huấn luyện, rồi lên đường vào ngày 2 tháng 2 năm 1947 cho chuyến đi đầu tiên, mở đầu cho một loạt các lượt bố trí sau này, đi sang Địa Trung Hải để hoạt động cùng Đệ lục Hạm đội. Nó viếng thăm nhiều cảng tại Địa Trung Hải trước khi băng qua Hồng Hải để quay trở về Hoa Kỳ vào ngày 14 tháng 8.
Từ năm đó Harlan R. Dickson xác lập một chu trình hoạt động hầu như không thay đổi: sáu tháng được bố trí cùng Đệ Lục hạm đội tại Địa Trung Hải xen kẻ với các nhiệm vụ thực hành huấn luyện và cơ động hạm đội dọc theo vùng bờ Đông và vùng biển Caribe. Trong lượt phục vụ thứ hai cùng Đệ Lục hạm đội, nó hoạt động dưới danh nghĩa lực lượng Liên Hợp Quốc từ tháng 12, 1948 đến tháng 1, 1949 nhằm duy trì hòa bình tại vùng đất Palestine khi mâu thuẫn và xung đột phát sinh sau việc thành lập lại quốc gia Israel. Trong chuyến đi thứ sáu đến Địa Trung Hải từ ngày 2 tháng 7 đến ngày 4 tháng 12, 1956, tình hình tại Trung Đông tiếp tục căng thẳng do việc Ai Cập quốc hữu hóa kênh đào Suez đưa đến mâu thuẫn, và sau đó là xung đột, giữa Ai Cập với Anh, Pháp và Israel. Trong cuộc Khủng hoảng kênh đào Suez này, chiếc tàu khu trục đã giúp di tản công dân Hoa Kỳ khỏi cảng Haifa, Israel. Đến tháng 9, 1959, nó đảm nhiệm việc thu hồi một đầu đạn thử nghiệm phóng lên bằng tên lửa từ căn cứ tại mũi Canaveral.

### 1960 - 1972
Trong vụ Khủng hoảng tên lửa Cuba, Harlan R. Dickson tham gia một đơn vị tìm-diệt chống tàu ngầm trong chiến dịch phong tỏa Cuba. Sau khi vụ khủng hoảng kết thúc, nó tham gia cuộc tập trận "Springboard" tại vùng biển Caribe, rồi viếng thăm San Juan, Puerto Rico và Santo Domingo, Dominica trước khi quay trở về Newport, Rhode Island vào ngày 4 tháng 2, 1963. Chiếc tàu khu trục thực hiện chuyến đi thứ mười sang Địa Trung Hải từ ngày 7 tháng 3, 1963 để hoạt động cùng Đệ Lục hạm đội. Đang khi ở lại vịnh Ba Tư, nó tham gia cuộc tập trận Khargex VI, phối hợp cùng Hải quân Iran và Hải quân Hoàng gia Anh. Sau một chặng dừng ngắn tại Địa Trung Hải, nó quay trở về Newport vào tháng 9. Đến ngày 2 tháng 1, 1964, nó đi vào Xưởng hải quân Boston để đại tu.
Vào tháng 3, 1964, Harlan R. Dickson nhận quyết định thuyên chuyển cuối cùng, khi nó cùng tàu chị em Gainard (DD-706) được phân về Trường Khu trục Hải quân tại căn cứ ở Newport, Rhode Island. Trong vai trò tàu huấn luyện, nó cung cấp cơ hội cho học viên sĩ quan thực hành những kiến thức có được trong lớp học qua những chuyến đi thực tập huấn luyện tại khu vực vịnh Narragansett cùng những chuyến đi đến vùng biển Caribe. Nó cũng phục vụ cho Quân khu Hải quân 1 đặt sở chỉ huy tại Boston, Massachusetts trong vai trò tàu huấn luyện cho Hải quân Dự bị Hoa Kỳ. Các chuyến đi thực tập thường phối hợp cùng tàu chị em Compton (DD-705), khởi hành tử Boston để gặp gỡ một tàu ngầm ngoài khơi bờ biển New England để thực hành chống tàu ngầm trong chặng đường đi đến Halifax, Nova Scotia, Canada. Học viên sĩ quan có dịp trải nghiệm cuộc sống trên tàu và sử dụng các loại vũ khí như súng cối chống tàu ngầm Hedgehog, mìn sâu và hải pháo 5-inch (127-millimeter) 38-caliber.
Harlan R. Dickson được cho xuất biên chế và rút khỏi danh sách Đăng bạ Hải quân vào ngày 1 tháng 7, 1972. Nó bị bán để tháo dỡ vào ngày 18 tháng 5, 1973.